# 岐阜県道392号肥田下石線
- 肥田町中肥田にある県道69号土岐市停車場細野線との交点。県道392号はここが起点。

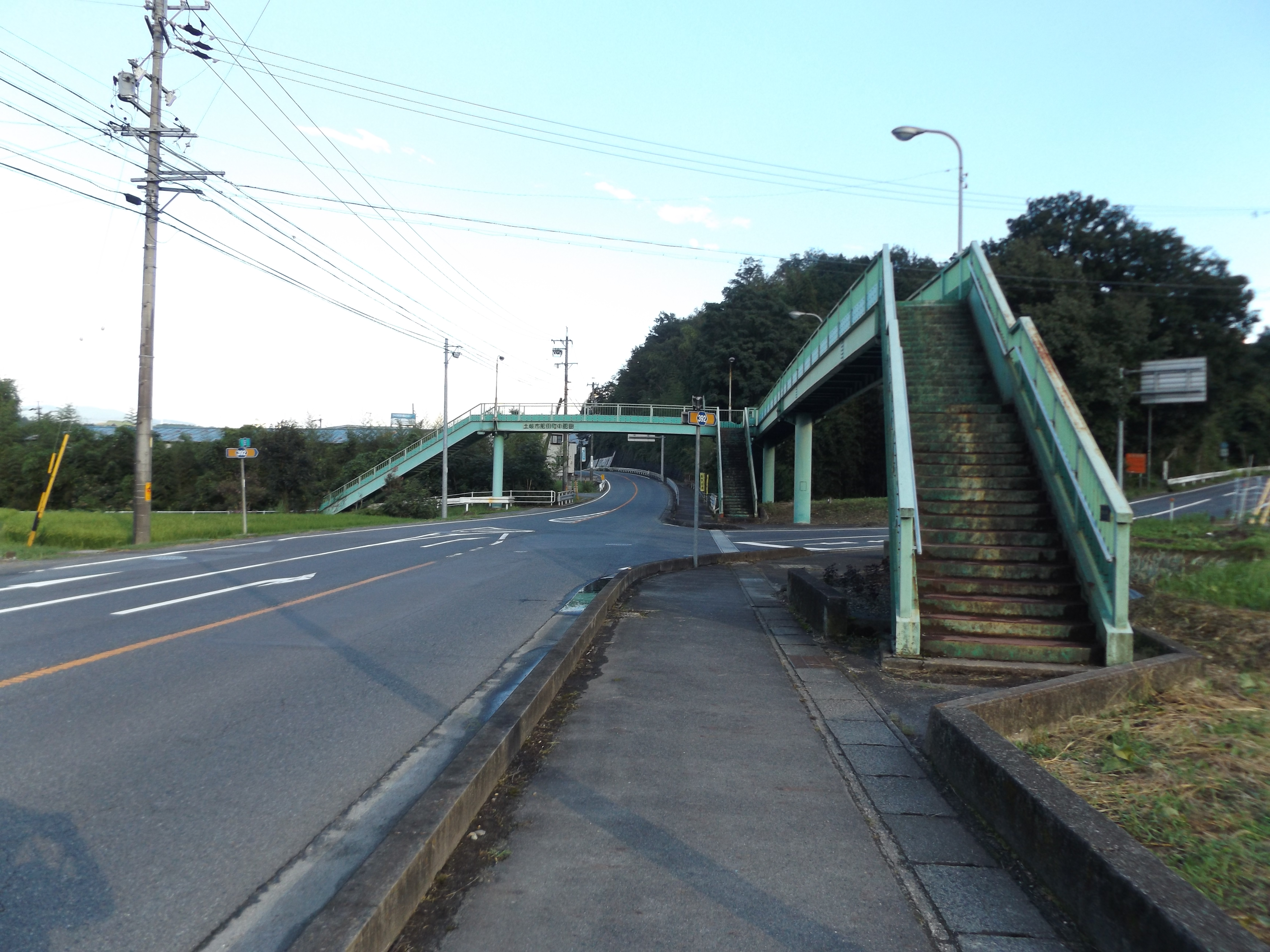
肥田町中肥田にある県道69号土岐市停車場細野線との交点。県道392号はここが起点。

岐阜県道392号肥田下石線（ぎふけんどう392ごう ひだおろしせん）は、岐阜県土岐市内を通る一般県道である。

## 概要

### 路線データ
- 起点：岐阜県土岐市肥田町肥田（岐阜県道69号土岐市停車場細野線交点）
- 終点：岐阜県土岐市下石町山神（岐阜県道66号多治見恵那線交点）

## 沿革
- 1977年（昭和52年）2月27日 ： 認定[1]

## 地理

### 通過する自治体
- 岐阜県
  - 土岐市

### 接続する道路
- 岐阜県道69号土岐市停車場細野線（土岐市肥田町肥田地内）
- 岐阜県道66号多治見恵那線（土岐市下石町山神地内）
- 岐阜県道382号土岐南多治見インター線（土岐市 下石町西山口交差点）
- 岐阜県道19号土岐足助線（土岐市 裏山口南交差点）

### 周辺
- 陶史の森
- 土岐市立下石小学校
- 岐阜県立土岐紅陵高等学校